# Boudewijn van der Lore
Boudewijn van der Lore (ook wel Boudewijn vander Luere) (geboren: Gent, 14de eeuw) was een middeleeuws dichter, die leefde ten tijde van Filips van Artevelde.

## Werken
- Achte personen wenschen, ca. 1410 (handschrift)[3]
- Dits Tijtverlies
- De maghet van Ghend, ca. 1380 (handschrift)[4]

In der coninghe tide van Babilonie

Plagghen drome ende visioene

Te hetene onder t folc waerachtech

Nu sijn die ede soe loghenachtech

Dat men op die waerheit luttel ghist

Aldus telt men droem voer mist

Maer mijn here sente Daneel

Conste van drome spreken wel

Ende spellen waren si licht of swaer

Ende alsoe by t seide vant men t waer

Ende diesghelike hebbic vonden

Minen droem dien ic rermonden

Wille Goden t eren van den trone

Mi dachte na den visioene

Want het dachte mi herde scone— De maghet van Ghend

## Biografieën
- A.J. van der Aa, Biographisch woordenboek der Nederlanden. Deel 11 (1865)
- F. Jos. van den Branden en J.G. Frederiks, Biographisch woordenboek der Noord- en Zuidnederlandsche letterkunde (1888-1891)
- K. ter Laan, Letterkundig woordenboek voor Noord en Zuid (1952)
- G.J. van Bork en P.J. Verkruijsse, De Nederlandse en Vlaamse auteurs (1985)
- Oudvlaemsche gedichten der 12e, 13e en 14e eeuwen, Volume 1, door Philip Marie Blommaert, Jacob van Maerlant, Boudewyn van der Lore, Jan De Weert[6]

## Eerbetoon
straat op de kaart